# فرودگاه لوندر
فرودگاه لوندر (به انگلیسی: Lundar Airport) یک فرودگاه همگانی است که یک باند فرود چمن دارد و طول باند آن ۸۷۲ متر است. این فرودگاه در کشور کانادا قرار دارد و در ارتفاع ۲۵۳ متری از سطح دریا واقع شده است.